# 周尚化
周尚化（1476年—1520年），字德孚，江西吉安府泰和縣人，明朝政治人物。

## 生平
治《詩經》，由國子生中式弘治十七年甲子科江西鄉試第四名舉人，年三十三歲中式正德三年（1508年）戊辰科會試第一百九十六名，第二甲第三十名進士。出知邳州，刚赴任，遇流寇攻城，誓死守城，流寇攻打数日不能克，乃解围而去。当地百姓为他勒石纪功，建立生祠。正德七年（1512年）冬升南京刑部山东司员外郎，十三年升郎中，同年冬天继母柴氏去世，奔丧归乡，逾年父亲又去世，哀痛致病而卒，年四十五。

## 著作
著有《青云楼稿》。

## 家族
曾祖周崇高。祖周希茂。父周廷從，封南京刑部员外郎。母李氏，贈宜人；继母李氏、柴氏。重庆下，弟尚皜、尚敬、尚允。